# Ryojius occidentalis
Ryojius occidentalis là một loài nhện trong họ Linyphiidae.
Loài này thuộc chi Ryojius. Ryojius occidentalis được miêu tả năm 2001 bởi Kendo Saito & Ono.